# Nový Bydžov
Nový Bydžov är en stad i Tjeckien.   Den ligger i regionen Hradec Králové, i den centrala delen av landet, 80 km öster om huvudstaden Prag. Nový Bydžov ligger 235 meter över havet och antalet invånare är 7 160.
Terrängen runt Nový Bydžov är platt, och sluttar söderut. Runt Nový Bydžov är det ganska tätbefolkat, med 52 invånare per kvadratkilometer. Närmaste större samhälle är Hořice, 17,1 km nordost om Nový Bydžov. Trakten runt Nový Bydžov består till största delen av jordbruksmark.